# Hůry
Hůry è un comune della Repubblica Ceca facente parte del distretto di České Budějovice in Boemia Meridionale.